# Jonathan Vervenne
Jonathan Vervenne (* 27. Mai 2003 in Genk) ist ein belgischer Radrennfahrer, der im Straßenradsport aktiv ist.

## Sportlicher Werdegang
Nach dem Wechsel in die U23 wurde Vervenne 2022 Mitglied im Team Elevate. Im selben Jahr wurde er belgische Vizemeister im Einzelzeitfahren der U23, bei den Europameisterschaften belegte er den fünften Platz. Nachdem sein Team 2023 zum offiziellen Development Team von Soudal Quick-Step wurde, gehörte er dank seiner guten Leistungen zu den Fahrern, die im Team bleiben durften. 2023 sicherte er sich erstmals den nationalen U23-Titel im Einzelzeitfahren. Mit dem Gewinn der Erstaustragung von Le Tour des 100 Communes erzielte er den ersten internationalen Sieg seiner Karriere. Nach einer Saison ohne Sieg gewann Vervenne 2025 erneut den Titel im Einzelzeitfahren der U23. Beim Giro Next Gen, einem der wichtigsten Rennen in der U23, gewann er als Solist die zweite Etappe und trug einen Tag das Trikot des Gesamtführenden.
Zur Saison 2026 ist die Übernahme in das UCI WorldTeam von Soudal Quick-Step vorgesehen.

## Erfolge
2023
- Belgischer U23-Meister – Einzelzeitfahren
- Belgischer U23-Meister – Mannschaftszeitfahren
- Bergwertung Giro della Valle d’Aosta
- Le Tour des 100 Communes

2024
- Mannschaftszeitfahren Tour du Rwanda

2025
- Belgischer U23-Meister – Einzelzeitfahren
- eine Etappe Giro Next Gen